# Stay Rad!
Stay Rad! è l'ottavo album in studio del gruppo musicale statunitense Teenage Bottlerocket, pubblicato nel 2019.

## Tracce
1. You Don't Get the Joke - 2:10
2. Death Kart - 2:37
3. Everything to Me - 2:57
4. I Wanna Be a Dog - 1:48
5. Night of the Knuckleheads - 1:54
6. Creature from the Black Metal Lagoon - 2:44
7. Anti-Social Media - 2:06
8. Wild Hair (Across My Ass) - 1:57
9. The First Time That I Did Acid Was the Last Time That I Did Acid - 2:35
10. I Want to Kill Clint Carlin - 2:01
11. I'll Kill You Tomorrow - 2:53
12. Stupid Song - 2:39
13. Little Kid - 2:04
14. I Never Knew - 2:45

## Formazione
- Ray Carlisle – chitarra, voce
- Kody Templeman – chitarra, voce
- Miguel Chen – basso
- Darren Chewka – batteria